# Sandrine Mittelstädt
Sandrine Mittelstädt (* 29. Mai 1977 in Ost-Berlin) ist eine deutsche Schauspielerin, Sängerin, Hörbuch- und Synchronsprecherin.

## Leben
Aufgewachsen in Berlin-Mitte, erhielt Mittelstädt während ihrer Schulzeit eine klassische Gesangsausbildung zum Koloratursopran. Im Anschluss absolvierte sie von 2000 bis 2003 die Schauspielausbildung bei Schauspiel München und nahm weiteren Unterricht bei Michael Keller an der HfS Ernst Busch.
Sie spielte in Fernsehproduktionen wie dem Berliner oder Kieler Tatort, der SOKO-Reihe oder wiederholt im Zürich-Krimi. In dem historischen Dokumentarfilm Mozart – ein Leben in Musik spielte sie die Constanze an der Seite von Alexander Scheer. Außerdem arbeitete sie mit Urs Egger in dem mit dem Grimme-Preis ausgezeichneten Film Der Fall Bruckner und mit Carlo Rola in Der Mann ohne Schatten. In Elmar Fischers Politthriller Die Whistleblowerin trat sie als IT-Spezialistin Dr. Laura Frahm auf und unter Jochen Alexander Freydank spielte sie in Tatort: Aus dem Dunkel.
Seit 2007 ist Mittelstädt vermehrt als Sprecherin tätig. Sie wirkte unter anderem mit in den Hörspielen Wallander – Heimliche Liebschaften (Der Hörverlag), Ein Regenschirm für diesen Tag (RBB) und spielte in der mehrteiligen Serie Epsilon – Die Heisenberg-Protokolle Elisabeth Heisenberg.
Sandrine Mittelstädt las neben vielen anderen Hörbüchern den Roman Wir sind das Licht von Gerda Blees, der mit dem Europäischen Literaturpreis 2021 ausgezeichnet wurde. Ihre Stimme hört man auch in den Thrillern von Lucy Foley, Lisa Jewell und Romy Hausmann. Zusammen mit Roland Brückner entwickelte sie das Kinderhörbuch Das Mumpelmonster, in dem sie verschiedene Rollen mit Trickstimme spricht.
Als Synchronsprecherin lieh sie ihre Stimme u. a. Annabelle Wallis (X-Men: Erste Entscheidung), Andrea Riseborough (ZeroZeroZero), Olivia Munn (SIX), Sabrina Ouazani (Eine Nacht in Paris), Audrey M. Anderson (The Walking Dead) und Laura Spencer (The Big Bang Theory).
Mittelstädt tourt auch mit eigenen Programmen wie einer szenischen Lesung berühmter Liebesbriefe sowie dem 20er-Jahre-Liederabend mit Klavierbegleitung.
Sandrine Mittelstädt lebt in Berlin und ist Mutter eines Sohnes.

## Filmografie
- 2000: Dr. Stefan Frank – Der Arzt, dem die Frauen vertrauen
- 2002: Verloren (Kurzfilm, Regie: Peter Kocyla)
- 2003: Bound (Kurzfilm, Regie: Oliver Haffner)
- 2004: Erkan & Stefan in Der Tod kommt krass (Kino)
- 2004: Tatort: Todesbrücke (Fernsehreihe)
- 2005: Im Namen des Gesetzes (Fernsehserie, Folge Dunkle Ahnung)
- 2005: Mozart – Ein Leben in Musik (DVD)
- 2006: Zwei Engel für Amor (Fernsehserie, Folge Liebe und Alleinsein)
- 2007: R. I. S. – Die Sprache der Toten (Fernsehserie, Folge Nebenwirkungen)
- 2007: Ein Fall für zwei (Fernsehserie, Folge Eine fatale Entscheidung)
- 2009: Die Rosenheim-Cops (Fernsehserie, Folge Tod eines ehrenwerten Mannes)
- 2011: Omertá
- 2013: Aus deinen Händen (Kurzspielfilm, Regie: Sebastian Husak)[7]
- 2014: Der Mann ohne Schatten
- 2014: Der Fall Bruckner
- 2015: Es bleibt in der Familie (Kurzspielfilm, Regie: Bianca Gleissinger)[8]
- 2016: Godmother
- 2018: SOKO Leipzig (Fernsehserie, Folge Mord im Klassenzimmer)
- 2018: Tatort: Borowski und das Haus der Geister (Fernsehreihe)
- 2019: SOKO Potsdam (Fernsehserie, Folge Fluch der guten Tat)
- 2019: In aller Freundschaft – Die jungen Ärzte (Fernsehserie, Folge Unverhofftes Glück)
- 2020: Der Zürich-Krimi: Borchert und die tödliche Falle (Fernsehreihe)
- 2022: Der Zürich-Krimi: Borchert und die bittere Medizin (Fernsehreihe)
- 2022: SOKO Stuttgart (Fernsehserie, Folge Spiel’s noch einmal, Schrotti)
- 2023: Die Whistleblowerin
- 2023: Tatort: Aus dem Dunkel (Fernsehreihe)
- seit 2024: Die Spreewaldklinik (Fernsehserie)

## Synchronisation

### Filme
- 2009: Jean Villepique als Leanne in Trauzeuge gesucht!
- 2010: Kim Schraner als Palmer in Saw 3D – Vollendung
- 2011: Annabelle Wallis als Amy in X-Men: Erste Entscheidung
- 2012: Riley Keough als Nora in Magic Mike
- 2013: Karolina Wydra als Dr. Katya Petrovna in Europa Report
- 2013: Susan Gardner als Ilda in The Immigrant
- 2013: Natalya Oliver als Janice in Battle of the Year
- 2014: Sutton Foster als Adela in The Angriest Man in Brooklyn
- 2016: Danielle Brooks als Olive Blue in Angry Birds – Der Film
- 2017: Sabrina Ouazani als Feza in Eine Nacht in Paris
- 2017: Pauline Étienne als Cécile Amadou in Ein Kuss von Béatrice
- 2017: Clémentine Poidatz als Geraldine in Alles nur eine Frage des Geschmacks
- 2018: Maggie Q als Alice Arnolds in Nightmare – Schlaf nicht ein!
- 2019: Caroline Palmer als Billys Mutter in Shazam!
- 2019: Julia Faure als Elisabeth in Ich verkaufe deine Heimat
- 2023: Carole Bouquet als Lucie Aubrac in Lucie Aubrac (Titel auch: Lucie Aubrac - Heldin der Résistance)

### Serien
- 2012: Bonnie Seven als Chadara in Spartacus
- 2012–2015: Margaret Judson als Tess Westin in The Newsroom
- 2013: Devon Weigel als Kim in Fairly Legal
- 2013: Meghann Fahy als Nicki Rutkowski in Chicago Fire
- 2013: Maude Hirst als Helga in Vikings
- 2013: Audrey Marie Anderson als Lilly Chambler in The Walking Dead
- 2013–2015: Gage Golightly als Erica Reyes in Teen Wolf
- 2014: Michaela McManus als Tara in Awake
- 2014: Aimee Garcia als Yvonne Sanchez in Vegas
- 2014: Felisha Cooper als Maya Gibson in The Last Ship
- 2014: Meghann Fahy als Jenny Aschler in Law & Order: Special Victims Unit
- 2014–2015: Mie Sonozaki als Hiroko Seto in Shigatsu wa Kimi no Uso – Sekunden in Moll
- 2014–2019: Laura Spencer als Emily Sweeney in The Big Bang Theory
- 2015–2018: Alexandra Moen als Petra in Fortitude
- 2016: Weronika Rosati als Delphine Seydoux in Supernatural
- 2016–2019: Margaret Clunie als Harriet, Herzogin von Sutherland in Victoria
- 2017: Chloe Pirrie als Eileen Parker in The Crown
- 2018: Olivia Munn als Gina Cline in Six
- 2018: Alexia Barlier als Eve Mendel in Der Wald
- 2017–2019: Rakel Wärmländer als Frida Kanto in Alex
- 2018: Ninette Tayeb als Yaeli in When Heroes Fly
- 2019: Andrea Riseborough als Emma Lynwood in ZeroZeroZero
- 2021: Cristina Cappelli als Matilda Pastore in Generation 56k
- 2023: Cara Mitsuko als Lara Uchida in Navy CIS: Hawaiʻi

## Hörbücher (Auswahl)
- 2011: Roland Brückner: Mumpelmonster – Unerklärliche Phänomene Universal Music Group, EAN 0602527800271'
- 2016: [Sofie Cramer]: SMS für dich Random House Audio, ISBN 978-3-8445-2345-4
- 2019: Maleficent: Mächte der Finsternis – Das Hörbuch zum Kinofilm, Der Hörverlag, ISBN 978-3-8445-3641-6
- 2019: Lucy Foley: Neuschnee Der Hörverlag, ISBN 978-3-8445-3682-9
- 2019: Ane Riel: Harz Der Hörverlag, ISBN 978-3-8445-3634-8
- 2020: Claire Douglas: Vergessen, Der Hörverlag, ISBN 978-3-8445-3894-6
- 2022: Lesley Kara: Die Lügen (Thriller) der Audio Verlag (ungekürzt: Audible), ISBN 978-3-7424-2326-9 (gemeinsam mit Anke Reitzenstein und Elmar Börger)
- 2022: Romy Hausmann: Perfect Day, Hörbuch Hamburg, ISBN 978-3-8449-2914-0
- 2022: Gerda Blees: Wir sind das Licht, Random House Audio (gemeinsam mit Claudia Michelsen, Benno Fürmann & Jannick Schümann), ISBN 978-3-8371-5986-8
- 2022: Juan Gómez-Jurado: Die rote Jägerin, Ronin Hörverlag, ISBN 978-3-96154-275-8
- 2023: Ute Mank: Elternhaus, Der Audio Verlag (gemeinsam mit Meike Rötzer), ISBN 978-3-7424-2879-0
- 2023: Laura Imai Messina: Das verborgene Leben der Farben, Der Hörverlag, ISBN 978-3-8445-5002-3

## Hörspiele (Auswahl)
- 2010: Stieg Larsson: Verblendung ,  Random House, ISBN 978-3-8371-0359-5
- 2010: Henning Mankell Wallander – Heimliche Liebschaften Der Hörverlag, ISBN 978-3-86717-206-6
- 2014: Sherlock Holmes – Biss des Zerberus, Allscore Media, ISBN 978-3-86473-075-7
- 2015: Ein Regenschirm für diesen Tag, RBB/Griot Hörbuchverlag, ISBN 978-3-941234-67-3
- 2021: Michael Glasauer: Verschlusssache – Regie: Heike Tauch (Originalhörspiel – Deutschlandfunk Kultur)